# جوليان فانزيبروك
جوليان فانزيبروك هو متسابق دراجات نارية بلجيكي. نافس في سباقات بطولة العالم لفئة 125 سي سي ولفئة 50 سي سي. بدأ المنافسة في بطولة الجائزة الكبرى سنة 1974. أفضل موسم له كان موسم سنة 1974 عندما جاء في المركز الثالث في بطولة العالم لفئة 50 سي سي.